# Circuito Femenil Mérida 3 2013
Il Circuito Femenil Mérida 3 2013 è stato un torneo di tennis facente parte della categoria ITF Women's Circuit nell'ambito dell'ITF Women's Circuit 2013. Il torneo si è giocato a Mérida in Messico dal 16 al 22 dicembre 2013 su campi in cemento e aveva un montepremi di $25,000.

## Vincitrici

### Singolare
Allie Kiick ha battuto in finale  Ajla Tomljanović con il punteggio di 3–6, 7–5, 6–0

### Doppio
Barbara Bonić /  Hilda Melander hanno battuto in finale  Dia Evtimova /  Chieh-Yu Hsu con il punteggio di 6–3, 7–5